# Liste der Biografien/Zes
Liste der Biografien |
Portal Biografien |
Personensuche
# |
A |
B |
C |
D |
E |
F |
G |
H |
I |
J |
K |
L |
M |
N |
O |
P |
Q |
R |
S |
T |
U |
V |
W |
X |
Y |
Z |
?
 
Za |
Zb |
Zc |
Zd |
Ze |
Zf |
Zg |
Zh |
Zi |
Zj |
Zk |
Zl |
Zm |
Zn |
Zo |
Zr |
Zs |
Zu |
Zv |
Zw |
Zy |
Zz
 
Zea |
Zeb |
Zec |
Zed |
Zee |
Zef |
Zeg |
Zeh |
Zei |
Zej |
Zek |
Zel |
Zem |
Zen |
Zeo |
Zep |
Zeq |
Zer |
Zes |
Zet |
Zeu |
Zev |
Zew |
Zey |
Zez
Die Liste der Biografien führt alle Personen auf, die in der deutschsprachigen Wikipedia einen Artikel haben. Dieses ist eine Teilliste mit 33 Einträgen von Personen, deren Namen mit den Buchstaben „Zes“ beginnt.

## Zes

### Zesc
- Zesch, Gerhard (1904–1944), deutscher Jurist und Landrat
- Zesch, Wilhelm (1629–1682), deutscher evangelisch-lutherischer Theologe und Hochschullehrer
- Zesch-Ballot, Hans (1896–1972), deutscher Schauspieler und Regisseur
- Zeschau, Adolf von (1869–1940), sächsischer Offizier und Kommandeur des Militär-St.-Heinrichs-Ordens
- Zeschau, Heinrich Anton von (1789–1870), sächsischer Staatsmann
- Zeschau, Heinrich von (1837–1904), sächsischer Generalleutnant und Stadtkommandant von Dresden
- Zeschau, Heinrich von (1866–1921), sächsischer Generalmajor
- Zeschau, Heinrich Wilhelm von (1760–1832), sächsischer Generalleutnant und Staatssekretär
- Zeschau, Ray van (* 1964), deutscher Sänger, Fotograf, Filmschaffender und JournalistRay van Zeschau (* 1964)

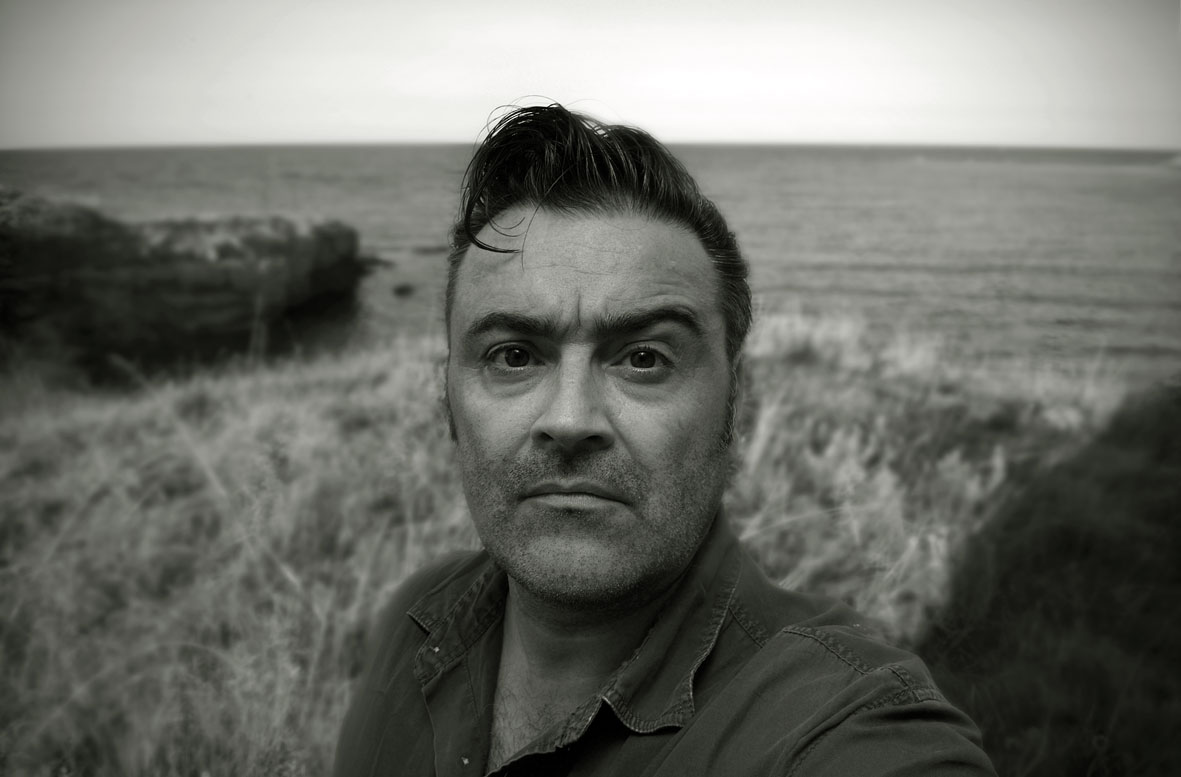
Ray van Zeschau (* 1964)

- Zeschick, Johannes (1932–2013), deutscher Ordensgeistlicher, Abt von Rohr
- Zeschke, Bruno (1881–1967), deutscher Politiker (DVP), MdR
- Zeschke, Wolfgang (* 1938), deutscher Basketballfunktionär und -schiedsrichter
- Zeschkowski, Witali Walerjewitsch (1944–2011), russischer Schachspieler
- Zeschky, Jürgen (* 1960), deutscher Ingenieurwissenschaftler
- Zeschmann, Philip (* 1967), deutscher Politiker (BVB/Freie Wähler), (MdL)
- Zeschuk, Greg (* 1969), kanadischer Computerspielentwickler

### Zese
- Zesen, Philipp von (1619–1689), deutscher SchriftstellerPhilipp von Zesen (1619–1689)

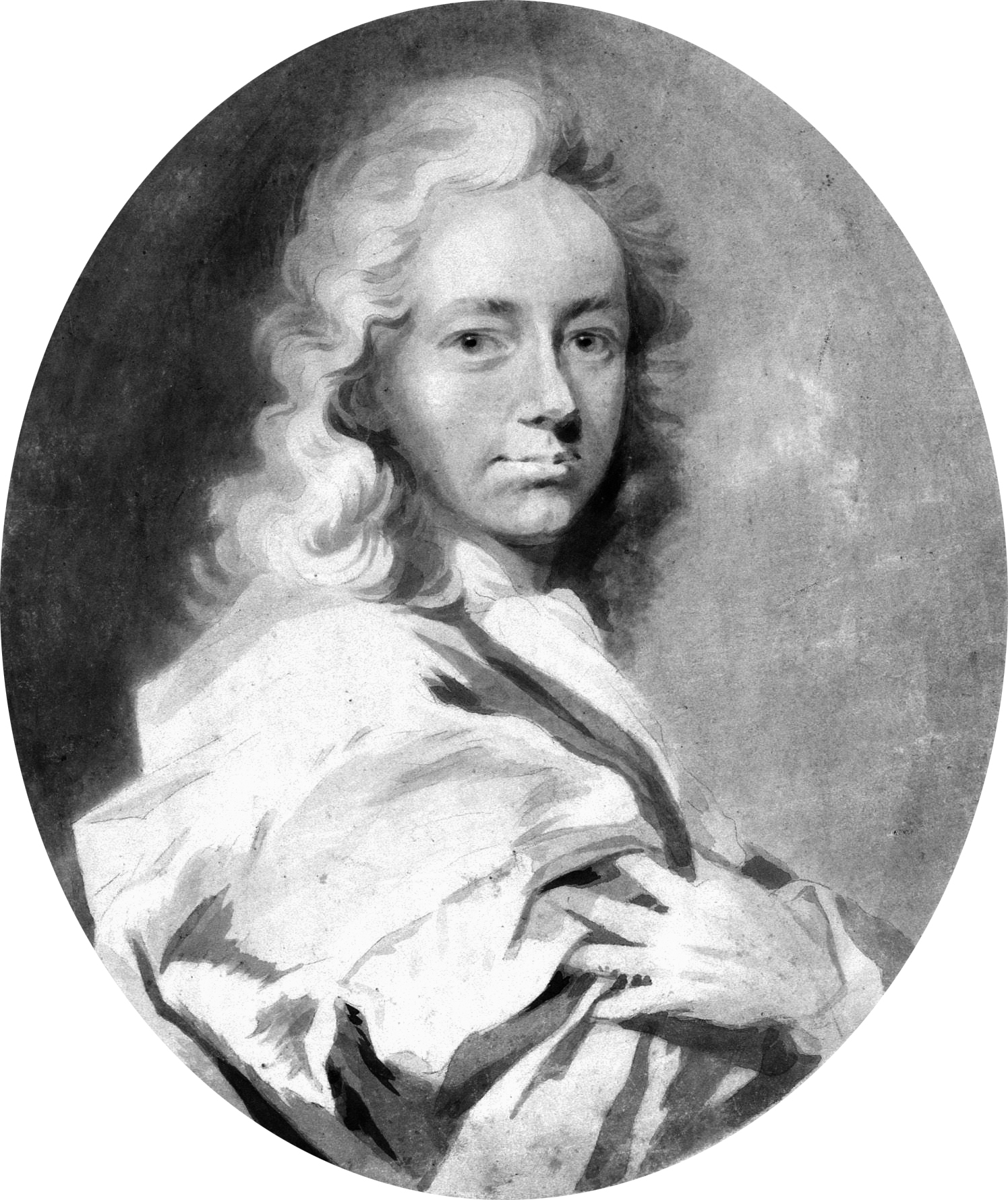
Philipp von Zesen (1619–1689)

- Zesewitz, Hans (1888–1976), deutscher Lehrer, Archivar und Karl-May-Forscher

### Zesh
- Zeshan, Ulrike (* 1970), Linguistin und Wissenschaftlerin

### Zesi
- Zesiger, Alfred (1882–1929), Schweizer Historiker und Redaktor
- Zesiger, Cédric (* 1998), Schweizer Fußballspieler

### Zesk
- Zeska, Carl von (1862–1938), österreichischer Theaterschauspieler und Filmregisseur
- Zeska, Philipp (1896–1977), österreichischer Schauspieler, Regisseur und Schriftsteller
- Zeska, Theodor von (1894–1965), deutscher Schriftsteller und Staatsbeamter

### Zesn
- Zesner, Steffen (* 1967), deutscher Schwimmer

### Zess
- Zessarski, Wladimir Jefimowitsch (1895–1940), ukrainisch-russischer NKWD-Offizier
- Zessin, Bernhard (1900–1983), deutscher Widerstandskämpfer
- Zessin, Wolfgang (* 1948), deutscher Physiker, Zoologe und Politiker (CDU), MdL
- Zessner, Matthias (* 1962), österreichischer Kulturtechniker und Wasserwirtschaftler
- Zeßner-Spitzenberg, Karl Hans (1885–1938), österreichischer Jurist

### Zest
- Zesterfleth, Johann von († 1388), Bischof von Verden (1381–1388)
- Zestermann, August Christian Adolf (1807–1869), deutscher Kunsthistoriker und Pädagoge
- Zestovskih, Vitali (* 1984), russisch-deutscher Musikproduzent, DJ und Komponist, sowie Autor des Electro-House-, Dance- und Popmusik-Genres